# Michael Zachrau
Michael Zachrau (Aschaffenburg, 5 augustus 1994) is een Duits skeletonracer. 

## Carrière
Zachrau maakte zijn wereldbekerdebuut in Sotsji op 15 februari 2015 waar hij op de 15e plaats eindigde. In het seizoen 2015/2016 eindigde hij 7e in de eindstand van de wereldbeker.
In 2016 maakte hij zijn debuut op de wereldkampioenschappen skeleton. In het individuele nummer eindigde hij 11e. Samen met Stephanie Schneider, Anne Lobenstein, Jacqueline Lölling, Nico Walther en Jannis Bäcker eindigde Zachrau 4e in de landenwedstrijd op slechts 12 honderdsten van het Oostenrijkse team.
Voordat hij aan skeleton deed was hij skispringer, in het dagelijkse leven is hij politieagent.

## Resultaten

### Wereldkampioenschappen
| Jaar | Plaats | Onderdeel              |
| ---- | ------ | ---------------------- |
| 2016 | Igls   | 11e 4e landenwedstrijd |

### Wereldbeker
| Eindklasseringen \| Seizoen \| Rang \| \| --------- \| ---- \| \| 2014/2015 \| 38e \| \| 2015/2016 \| 07e \| |      |
| Seizoen | Rang |
| 2014/2015 | 38e  |
| 2015/2016 | 07e  |